# Anioły i owady
Anioły i owady (ang. Angels and Insects) – amerykańsko-brytyjski melodramat z 1995 roku w reżyserii Philipa Haasa. Adaptacja powieści Morpho Eugenia autorstwa A.S. Byatt.

## Główne role
- Mark Rylance - William Adamson
- Kristin Scott Thomas - Matty Crompton
- Patsy Kensit - Eugenia Alabaster Adamson
- Jeremy Kemp - Sir Harald Alabaster
- Douglas Henshall - Edgar Alabaster
- Annette Badland - Lady Alabaster

i inni

## Opis fabuły
Anglia, połowa XIX wieku. William Adamson, etnolog i podróżnik po 10 latach nieobecności wraca do kraju z wyprawy do Amazonii. Niestety, jego kolekcja motyli utonęła wraz ze statkiem, którym płynął. Ocalał tylko jeden okaz, który trafia do sir Haralda Alabastera - kolekcjonera owadów. Adamson zostaje zaproszony do jego domu; ma zadanie dbać o kolekcję gospodarza. Eugenia, córka Alabastera coraz bardziej interesuje się gościem.

## Nagrody i nominacje
48. MFF w Cannes
- Udział w konkursie głównym o Złotą Palmę

Oscary za rok 1996
- Najlepsze kostiumy - Paul Brown (nominacja)